# Guagonia
Guagonia is een geslacht van hooiwagens uit de familie Zalmoxioidae.
De wetenschappelijke naam Guagonia is voor het eerst geldig gepubliceerd door M. A. González-Sponga in 1987. 

## Soorten
Guagonia is monotypisch en omvat slechts de volgende soort:
- Guagonia multispina